# 千葉市立大椎中学校
千葉市立大椎中学校（ちばしりつ おおじちゅうがっこう）は、千葉県千葉市緑区あすみが丘にある公立中学校。

## 概要
大椎中学校は千葉市の中心部より南東、JR土気駅より南に約1.6キロメートルに位置する。近くには昭和の森や各種施設と自然環境に恵まれている。大椎城跡が約1キロメートルと近くにあり校名の由来ともなっている。また、土気特定地区区画整備事業に伴い宅地開発が進み戸建て住宅が多くを占めている。

### 生徒数
- 1998年(平成10年)　1学年　5学級175名　2学年　4学級144名　3学年　1学級29名
- 2003年(平成15年)　1学年　5学級190名　2学年　5学級190名　3学年　5学級179名

## 沿革

### 年表
- 1998年（平成10年）
  - 4月1日 - 土気南中学校より分離、千葉市立大椎中学校として創立。
  - 4月6日 - 開校式及び始業式。
- 1999年（平成11年）2月20日 - 校歌・校章制定記念式典（校歌、作詞 - 秋葉四郎、作曲 - 寺内昭）。
- 2000年（平成12年）5月12日 - 千葉市教育委員会「地域ぐるみ教育」推薦指定校。
- 2001年（平成13年）
  - 4月1日 - 千葉市教育委員会「地域ぐるみ教育」推薦指定校2年次。
  - 5月2日 - 千葉市ボランティア教育推薦指定校1年次。
- 2002年（平成14年）4月1日 - 千葉市教育委員会「地域ぐるみ教育」推薦指定校3年次。千葉市ボランティア教育推薦指定校2年次
- 2003年（平成15年）
  - 4月1日 - 千葉市ボランティア教育推薦指定校3年次。
  - 5月2日 - 千葉市教育委員会研究指定校(学習指導)1年次。
- 2004年（平成16年）4月30日 - 千葉市教育委員会研究指定校（学習指導）2年次。
- 2007年（平成19年）4月20日 - 千葉市教育委員会研究指定校（学習指導）。
- 2012年（平成24年）4月26日 - 千葉市ボランティア教育推薦指定校。
- 2013年（平成25年）4月1日 - 千葉市環境モデル校指定。千葉市ボランティア教育推薦指定校。

## 教育目標
- 豊かな心と知性を持ち、心身ともにたくましい生徒の育成

## 通学区域
通学区域は以下。
- あすみが丘6丁目※一部
- あすみが丘7、8、9丁目
- あすみが丘東3、4、5丁目
- 板倉町

## アクセス
- 鉄道
  - JR外房線土気駅南口から約1.6キロメートル（徒歩約20分）
- 車
  - 首都圏中央連絡自動車道茂原北ICから約5キロメートル（約7分）
- 路線バス
  - JR土気駅南口ターミナル、千葉中央バスであすみ大通り中央停留所から徒歩約3分
    - 大椎町南行き（1番のり場）

## 部リンク
- 千葉市立大椎中学校